# A Woman a Man Walked By
A Woman a Man Walked By (en español: Una mujer por la que un hombre caminó) es el segundo álbum de estudio en colaboración de los músicos británicos PJ Harvey y John Parish, publicado por el sello discográfico Island Records el 27 de marzo de 2009, siendo promocionado por el sencillo «Black Hearted Love».

## Lista de canciones
Todas las canciones han sido escritas por PJ Harvey y John Parish.

Todas las canciones escritas y compuestas por PJ Harvey. 
| N.º | Título                                                                    | Duración |  |
| 1.  | «Black Hearted Love»                                                      | 4:40     |  |
| 2.  | «Sixteen, Fifteen, Fourteen»                                              | 3:35     |  |
| 3.  | «Leaving California»                                                      | 3:56     |  |
| 4.  | «The Chair»                                                               | 2:29     |  |
| 5.  | «April»                                                                   | 4:41     |  |
| 6.  | «A Woman a Man Walked By/The Crow Knows Where All the Little Children Go» | 4:47     |  |
| 7.  | «The Soldier»                                                             | 3:55     |  |
| 8.  | «Pig Will Not»                                                            | 3:50     |  |
| 9.  | «Passionless, Pointless»                                                  | 4:19     |  |
| 10. | «Cracks in the Canvas»                                                    | 1:54     |  |

## Créditos
- Polly Jean Harvey – letras, voz
- John Parish – guitarras, batería, órgano, ukulele, banjo

Músicos adicionales
- Eric Drew Feldman – bajo en «Black Hearted Love», teclados en «April»
- Carla Azar – batería en «Black Hearted Love» y «April»
- Giovanni Ferrario – guitarra en «Black Hearted Love» , bajo en «April»